# Palazzo del Liceo Classico
Il palazzo del Liceo Classico si trova a Nocera Inferiore. Sede di uno dei più antichi licei classici del Sud Italia (fondato nel 1865), l'imponente edificio si erge maestoso nell'attuale piazza Cianciullo.

## Origine
Fu realizzato intorno agli anni '30, ed inaugurato nel 1938, per sostituire le sale del ginnasio-convitto, ospitate fin dal 1865, dal Seminario Vescovile.
Il liceo classico è intitolato al famoso filosofo napoletano Giambattista Vico.

## Struttura
Il palazzo è in tre piani, tutto circondato da grandi finestre. L'ingresso, con colonne, conduce alla scalinata principale monumentale.
Realizzata in piena epoca fascista, la struttura disegna una “M” stilizzata in onore di Mussolini.

## Persone legate al liceo
- Ettore Scola (1931), vi ha ambientato un personaggio del suo C'eravamo tanto amati.
- Pasquale Trotta (1915-1997), medico e letterato, ha compiuto i suoi studi nel liceo di Nocera.
- Stefano Satta Flores (1937-1985), ha interpretato il ruolo del professore nocerino Nicola nel film di Scola.
- Pietro Ebner (1904-1988), medico e studioso, ha compiuto i suoi studi nel liceo di Nocera.
- Alfonso Negro (1915-1984), calciatore e medico statunitense naturalizzato italiano.[1]
- Cleto Carbonara, docente di filosofia.
- Mario Carotenuto, pittore italiano.
- Valeria Parrella, scrittrice.
- Annamaria Barbato Ricci: già capo-ufficio stampa alla Presidenza del Consiglio dei ministri e attualmente nello staff di Presidenza dell'UNICEF, coordinatrice e coautrice della trilogia "Radici Nocerine: la Storia al servizio del Futuro".
- Francesco Alfano, arcivescovo[2].
- Carlo D'Amato, politico, già sindaco di Napoli[2].
- Fabrizio Failla, giornalista[2].
- Michele Prisco, scrittore, Premio Strega[2].
- Corrado Ruggiero, scrittore[2].
- Isaia Sales, politico[2].
- Valeria Annunziata, paleografa di fama internazionale.

### Il liceo in TV
I ragazzi del liceo di Nocera hanno partecipato alla quinta puntata della XII edizione del programma di Neri Marcorè Per un pugno di libri.